# Ермитов полином
Под n-ти ермитов полином ({\displaystyle n=0,1,2,...}) се разбира
{\displaystyle H_{n}(x)=(-1)^{n}e^{x^{2}}{\frac {\mathrm {d} ^{n}e^{-x^{2}}}{\mathrm {d} x^{n}}}.}

## Свойства
- Ермитовите полиноми са решение на рекурсията:

{\displaystyle H_{0}(x)=1,\,}
{\displaystyle H_{1}(x)=2x,\,}
{\displaystyle H_{n}(x)=2xH_{n-1}(x)-2nH_{n-2}(x),\quad n>1.\,}
- Те са решение и на диференциалните уравнения:

{\displaystyle {\frac {\mathrm {d} ^{2}y}{\mathrm {d} x^{2}}}+2ny=2x{\frac {\mathrm {d} y}{\mathrm {d} x}},\quad n\geq 0.}